# Miklós Bodóczi
Miklós Bodóczi (* 9. května 1962 Satu Mare, Rumunsko) je bývalý rumunský sportovní šermíř maďarské národnosti, který se specializoval na šerm kordem. Rumunsko reprezentoval v osmdesátých letech. V roce 1986 obsadil na mistrovství světa v soutěži jednotlivců v šermu kordem druhé místo.